# Annabel Tavernier
Annabel Tavernier (nascida a 8 de março de 1989) é uma política belga activa no partido Nova Aliança Flamenga.

## Biografia
Tavernier nasceu em Ostende em 1989 e cresceu em Schaerbeek. Ela estudou para um mestrado em ciência política na Universidade de Ghent e na Universidade de Lund, na Suécia, antes de fazer um estágio na embaixada belga na África do Sul. Depois, voltou a estudar, desta vez na Academia Diplomática de Viena. Posteriormente, trabalhou no departamento dos Negócios Estrangeiros do Parlamento Europeu e como assistente de deputados do grupo dos Conservadores e Reformistas Europeus. Em 2019, foi eleita para o Parlamento Flamengo.
Tavernier é sobrinha do ex-político do Groen! Jef Tavernier.